# Casa Grande (Iruya)
Casa Grande ist ein kleines Dorf im Nordwesten Argentiniens. Es gehört zum Departamento Iruya in der Provinz Salta und liegt etwa 7 km östlich des Dorfes Iruya und 3,5 km südwestlich des Dorfes Abra de Araguyoc.
Casa Grande hat eine Schule (Escuela N° 4550).
Vom Viertel La Banda in Iruya führt ein teilweise zu den Seiten steil abfallender Fußweg nach Casa Grande. Der Weg ist nur bei trockener Witterung und klarer Sicht begehbar. 